# Tholthorpe
Tholthorpe är en ort och civil parish i Storbritannien.   Den ligger i grevskapet North Yorkshire och riksdelen England, i den centrala delen av landet, 300 km norr om huvudstaden London. Tholthorpe ligger 15 meter över havet och antalet invånare är 269.
Terrängen runt Tholthorpe är platt. Runt Tholthorpe är det ganska tätbefolkat, med 67 invånare per kvadratkilometer. Närmaste större samhälle är York, 19,9 km sydost om Tholthorpe. Trakten runt Tholthorpe består till största delen av jordbruksmark.